# Nicarágua nos Jogos Olímpicos de Verão de 2012
A Nicarágua competiu nos Jogos Olímpicos de Verão de 2012, realizados na cidade de Londres, no Reino Unido.

## Desempenho

### Halterofilismo
Feminino
| Atleta          | Evento | Arranque (kg) | Arremesso (kg) | Total (kg) | Posição |
| --------------- | ------ | ------------- | -------------- | ---------- | ------- |
| Lucía Castañeda | -63kg  | 79,0          | 97,0           | 176,0      | 9º      |

### Natação
Feminino
| Atletas             | Evento          | Eliminatórias | Eliminatórias | Semifinal   | Semifinal   | Final       | Final       |
| Atletas             | Evento          | Tempo         | Posição       | Tempo       | Posição     | Tempo       | Posição     |
| ------------------- | --------------- | ------------- | ------------- | ----------- | ----------- | ----------- | ----------- |
| Dalia Torrez Zamora | 100 m borboleta | 1min05s42     | 39º           | Não avançou | Não avançou | Não avançou | Não avançou |